# قورشاغلو
قورشاغلو وهي قرية تقع في قضاء قوشتبة في محافظة أربيل شمال العراق.